# La torta di Titti
La torta di Titti (Tweetie Pie) è un film del 1947 diretto da Friz Freleng. È un cortometraggio d'animazione della serie Merrie Melodies, distribuito negli Stati Uniti il 3 maggio 1947. Primo cortometraggio ad affiancare Titti e Silvestro (qui chiamato Thomas nella versione originale), La torta di Titti vinse l'Oscar al miglior cortometraggio d'animazione ai premi Oscar 1948, interrompendo la serie di quattro vittorie consecutive di Tom & Jerry nella categoria.

## Trama
Mentre Titti si sta scaldando con un mozzicone di sigaro fumante in un giardino innevato, viene catturato da Silvestro. Il canarino viene però salvato dalla padrona di Silvestro, che lo mette in una gabbia dentro casa e va a letto ammonendo il gatto di non disturbarlo nuovamente. Ignorando questo comando, Silvestro avvia una serie di tentativi falliti di estrarre Titti dalla gabbia, molti dei quali finiscono con un rumoroso schianto che porta la sua proprietaria a scendere e a colpirlo ripetutamente con una scopa insultandolo. Dopo essere stato buttato fuori di casa, Silvestro cerca di rientrarvi attraverso il camino. Titti però accende il fuoco, facendo schizzare Silvestro fuori dal camino e quindi giù per il tetto. Il gatto riesce comunque a rientrare in casa da una finestra e progetta una macchina di Rube Goldberg per far cadere addosso a Titti una palla da bowling, usando come esca del mangime. Tuttavia, la trappola gli si ritorce contro e la palla cade in testa a lui. Silvestro corre allora in soffitta e segando un buco attorno alla gabbia di Titti per farla cadere, ma finisce invece per far crollare l'intero soffitto (esclusa la gabbia, che è sorretta da una trave). Silvestro, temendo che la sua padrona lo punisca ancora una volta, rompe la sua scopa e ne getta i pezzi nel camino acceso. Si ritrova però colpito ripetutamente con una pala da Titti stesso.

## Produzione
Nel 1945 Robert Clampett, il creatore di Titti, iniziò ad abbozzare l'idea per un cartone animato che avrebbe abbinato l'uccello al gatto Silvestro di Friz Freleng, che sarebbe apparso anche con Porky Pig nel cartone animato di Clampett È ora di sloggiare (1946). Il cortometraggio, con il titolo provvisorio Fat Rat and the Stupid Cat, sarebbe stato anche il primo a trasformare Titti da un uccellino selvatico a un canarino domestico. Tuttavia, Clampett lasciò la Warner Bros. prima che il cartone animato entrasse in produzione in qualsiasi forma.
Freleng nel frattempo stava lavorando al seguito del suo secondo cartone animato di Silvestro, L'albero del picchio (1945), con Silvestro all'inseguimento di uno spiritoso picchio. Quando la produzione iniziò intorno al giugno 1945 (un mese dopo l'abbandono di Clampett), Freleng volle sostituire il picchio con Titti; tuttavia, il produttore Edward Selzer (assunto da sei mesi) si oppose, accettando solo dopo che Freleng minacciò di andarsene a sua volta.

## Distribuzione

### Edizione italiana
Il cortometraggio fu distribuito nei cinema italiani il 31 maggio 1962, in inglese sottotitolato, nel programma Silvestro pirata lesto. Fu poi doppiato a Milano per due volte, nel 1987 e nel 1989, per l'inclusione in due VHS. Nel 1996, per la trasmissione televisiva, venne doppiato una terza volta dalla Angriservices Edizioni sotto la direzione di Renzo Stacchi. In tutte e tre le edizioni italiane Silvestro viene chiamato col suo nome definitivo anziché Thomas come nell'edizione originale. Non essendo stata registrata una colonna internazionale, per tutti e tre i doppiaggi fu sostituita la musica presente durante i dialoghi.

### Edizioni home video

#### VHS
America del Nord
- The Best of Bugs Bunny & Friends (1986)
- Little Tweety and Little Inki Cartoon Festival featuring "I Taw a Putty Tat" (1986)
- Tweety & Sylvester (7 marzo 1989)
- The Golden Age of Looney Tunes Volume 6: Friz Freleng (1992)

Italia
- Bunny il coniglio vol. III (1987)[11]
- Le avventure di Titti e Gatto Silvestro (settembre 1989)

#### Laserdisc
- The Golden Age of Looney Tunes (11 dicembre 1991)

#### DVD e Blu-ray Disc
Il corto fu pubblicato in DVD-Video in America del Nord nel terzo disco della raccolta Looney Tunes Golden Collection: Volume 2 (intitolato Tweety and Sylvester and Friends) distribuita il 2 novembre 2004, dove è visibile anche con un commento audio di Greg Ford; il DVD fu pubblicato in Italia il 16 marzo 2005 nella collana Looney Tunes Collection, col titolo Titti e Silvestro. In America del Nord fu inserito anche nel primo disco della raccolta DVD Looney Tunes Spotlight Collection Volume 2, uscita il 2 novembre 2004. Quindi fu inserito (nuovamente col commento audio) nel primo disco della raccolta DVD Warner Bros. Home Entertainment: Collezione Oscar d'animazione, uscita in America del Nord il 12 febbraio 2008 e in Italia il 18 febbraio 2009. In Italia fu incluso anche nel DVD Il tuo simpatico amico Tweety uscito il 9 settembre 2009. Fu poi incluso nel DVD Tweety & Silvestro della collana Looney Tunes Super Stars, uscito in America del Nord il 30 novembre 2010 e in Italia l'8 dicembre. Infine fu incluso (nuovamente col commento audio) nel primo disco della raccolta Looney Tunes Platinum Collection: Volume One, uscita in America del Nord in Blu-ray Disc il 15 novembre 2011 e in DVD il 3 luglio 2012. Il BD fu ristampato il 10 gennaio 2012 col titolo Looney Tunes Showcase.